# Associazione Calcio Legnano 2008-2009
Questa pagina raccoglie le informazioni riguardanti l'Associazione Calcio Legnano nelle competizioni ufficiali della stagione 2008-2009.

## Stagione

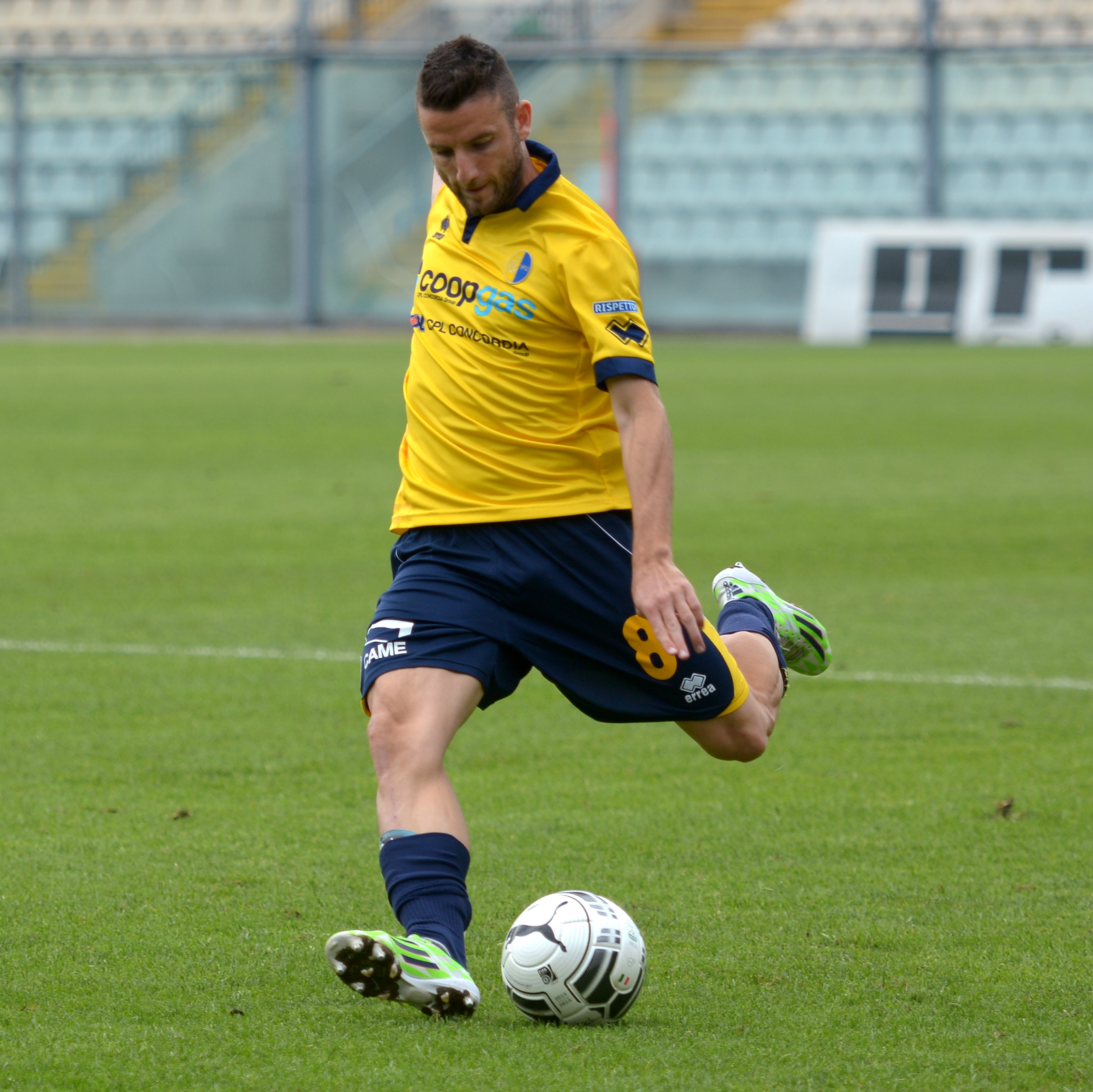
Luca Nizzetto, al Legnano dal 2008 al 2009

Nella stagione 2008-2009 con l'obiettivo di restare in Lega Pro Prima Divisione (nuovo nome della Serie C1) la rosa viene rinforzata. Sono acquistati i portieri Luca Redaelli e Raffaele Ioine, i difensori Solomon Enow, Roberto Simone, Fabio Vignati e Jonathan Rossini, i centrocampisti Simonluca Agazzone, Fabio Roselli, Giorgio Zaninetti, Gomes Rodrigues, Luca Nizzetto, Matteo Lombardo e Giacomo Chiazzolino e gli attaccanti Thomas Albanese, Alessandro Comi e Francesco Virdis. Sono invece ceduti il portiere Vincenzo Grillo, i difensori Stefano Avogadri, Elia Legati, Valerio Foglio e Daniele Gasparetto, i centrocampisti Marcello Albino, Pedro Kamata, Gabriele Goretti, Mirko Valdifiori, Patricio D'Amico, Giovanni Arioli e Luca Ceccarelli e gli attaccanti Angelo Di Nardo e Carlo Taldo. Nella stagione 2008-2009 il Legnano disputa il girone A del campionato di Lega Pro Prima Divisione. Si piazza in ultima posizione in classifica con 30 punti e retrocede direttamente in Lega Pro Seconda Divisione (nuovo nome della Serie C2) con Sambenedettese e Pro Sesto, che invece perdono i play-out. Il torneo è vinto dal Cesena, che viene promosso direttamente in Serie B, mentre la seconda promossa è il Padova, che vince invece i play-off. Nella Coppa Italia Nazionale il Legnano debutta contro il Benevento, perdendo (1-3) in agosto. Mentre nella Coppa Italia di Lega Pro, il Legnano è eliminato al primo turno dal Varese.

## Divise e sponsor
| Casa |

## Organigramma societario
Area direttiva
- Presidente: Giuseppe Resta

Area tecnica
- Allenatore: Attilio Lombardo

## Rosa
| N. |                    | Ruolo | Calciatore          |
| -- | ------------------ | ----- | ------------------- |
|    | Italia (bandiera)  | C     | Simonluca Agazzone  |
|    | Italia (bandiera)  | A     | Thomas Albanese     |
|    | Italia (bandiera)  | D     | Francesco Battaglia |
|    | Italia (bandiera)  | D     | Matteo Bertoli      |
|    | Italia (bandiera)  | C     | Alessandro Bosio    |
|    | Italia (bandiera)  | C     | Giacomo Chiazzolino |
|    | Italia (bandiera)  | D     | Manuel Cilona       |
|    | Italia (bandiera)  | A     | Alessandro Comi     |
|    | Italia (bandiera)  | A     | Simone Dell'Acqua   |
|    | Camerun (bandiera) | D     | Solomon Enow        |
|    | Italia (bandiera)  | P     | Raffaele Ioime      |
|    | Francia (bandiera) | A     | Laurent Lanteri     |
|    | Italia (bandiera)  | C     | Matteo Lombardo     |
|    | Italia (bandiera)  | D     | Cristian Maggioni   |

| N. |                     | Ruolo | Calciatore        |
| -- | ------------------- | ----- | ----------------- |
|    | Italia (bandiera)   | C     | Pietro Maglio     |
|    | Italia (bandiera)   | P     | Daniele Mandelli  |
|    | Italia (bandiera)   | C     | Mattia Morandi    |
|    | Italia (bandiera)   | C     | Luca Nizzetto     |
|    | Italia (bandiera)   | P     | Luca Redaelli     |
|    | Francia (bandiera)  | C     | Gomes Rodrigues   |
|    | Italia (bandiera)   | A     | Alessandro Romeo  |
|    | Italia (bandiera)   | C     | Fabio Roselli     |
|    | Svizzera (bandiera) | D     | Jonathan Rossini  |
|    | Italia (bandiera)   | D     | Roberto Simone    |
|    | Italia (bandiera)   | D     | Tommaso Vanzati   |
|    | Italia (bandiera)   | D     | Fabio Vignati     |
|    | Italia (bandiera)   | A     | Francesco Virdis  |
|    | Italia (bandiera)   | C     | Giorgio Zaninetti |

## Risultati

### Lega Pro Prima Divisione (girone A)

#### Girone d'andata
| Arbitro: | Donati (Ravenna) |

|                                                             |           |                                           |
| Faisca 6’ (aut.) Lanteri 40’ (rig.) Nizzetto 52’ Virdis 81’ | Marcatori | 3’ (rig.), 16’, 30’ Rabito 86’ Varricchio |

| Arbitro: | Di Pilato (Bergamo) |

|                   |           |                    |
| Sangiovanni 90+1’ | Marcatori | 80’ (rig.) Lanteri |

| Arbitro: | Ostinelli (Como) |

|               |           |             |
| Sambugaro 27’ | Marcatori | 3’ Nizzetto |

| Arbitro: | Baratta (Salerno) |

|  |           |            |
|  | Marcatori | 34’ Correa |

| Arbitro: | Guida (Torre Annunziata) |

|                |           |                             |
| Sinigaglia 68’ | Marcatori | 13’ Nizzetto 39’, 49’ Bosio |

| Legnano 5 ottobre 2008 6ª giornata | Legnano          | 0 – 0 | Cesena | Stadio Giovanni Mari\| Arbitro: \| Bergher (Rovigo) \| |
| Arbitro:                           | Bergher (Rovigo) |       |        |                                                        |

| Arbitro: | Tramontina (Udine) |

|                 |           |  |
| De Filippis 75’ | Marcatori |  |

| Arbitro: | Lupo (Matera) |

|  |           |                             |
|  | Marcatori | 46’ Iacopino 55’, 85’ Torri |

| Arbitro: | Viti (Campobasso) |

|                         |           |              |
| Coda 11’ A. Bianchi 56’ | Marcatori | 66’ Nizzetto |

| Arbitro: | Citro (Battipaglia) |

|                         |           |               |
| Nizzetto 47’ Virdis 93’ | Marcatori | 58’ Semenzato |

| Arbitro: | Tasso (La Spezia) |

|             |           |  |
| Lanteri 12’ | Marcatori |  |

| Arbitro: | Di Francesco (teramo) |

|                           |           |  |
| V. Grieco 16’ Maschio 45’ | Marcatori |  |

| Arbitro: | G. Stefanini (Livorno) |

|  |           |                              |
|  | Marcatori | 11’ Bracaletti 23’, 59’ Arma |

| Arbitro: | Manna (Isernia) |

|                                 |           |                                  |
| Conti 18’ Scapini 14’, 31’, 40’ | Marcatori | 8’ Bertoli 60’ Lanteri 69’ Romeo |

| Arbitro: | Bindoni (Venezia) |

|                                    |           |  |
| Nizzetto 34’ Lanteri 63’ Bosio 66’ | Marcatori |  |

| Arbitro: | Manera (Castelfranco Veneto) |

|                          |           |  |
| Mortelliti 14’ Peana 69’ | Marcatori |  |

| Arbitro: | Santonocito (Abbiategrasso) |

|              |           |            |
| Agazzone 58’ | Marcatori | 76’ Filipi |

#### Girone di ritorno
| Padova 11 gennaio 2009 18ª giornata | Padova          | 0 – 0 | Legnano | Stadio Euganeo\| Arbitro: \| Berger (Rovigo) \| |
| Arbitro:                            | Berger (Rovigo) |       |         |                                                 |

| Arbitro: | Guida (Torre Annunziata) |

|  |           |                 |
|  | Marcatori | 43’, 82’ Alteri |

| Arbitro: | Merlino (Udine) |

|                          |           |                  |
| Chiazzolino 20’ Enow 87’ | Marcatori | 67’, 70’ Le Noci |

| Arbitro: | Donati (Ravenna) |

|                         |           |  |
| Do Prado 53’ Fofana 59’ | Marcatori |  |

| Arbitro: | Vallesi (Ascoli Piceno) |

|                               |           |  |
| F. Virdis 40’ M. Lombardo 45’ | Marcatori |  |

| Arbitro: | Carbone (Napoli) |

|               |           |              |
| Sacilotto 26’ | Marcatori | 90’ Nizzetto |

| Arbitro: | Soricaro (Barletta) |

|              |           |  |
| Albanese 25’ | Marcatori |  |

| Arbitro: | Pagano (Torre Annunziata) |

|                        |           |  |
| Torri 47’ P. Rossi 50’ | Marcatori |  |

| Arbitro: | Liotta (Caltanissetta) |

|                                                  |           |              |
| F. Virdis 55’ (rig.) Marietti 58’ Dell'Acqua 85’ | Marcatori | 27’ Saverino |

| Arbitro: | Bellutti (Trento) |

|                       |           |  |
| Lebran 7’ Drascek 27’ | Marcatori |  |

| Arbitro: | Borriello (Mantova) |

|             |           |  |
| Pintori 39’ | Marcatori |  |

| Arbitro: | Gallo (Barcellona Pozzo di Gotto) |

|              |           |          |
| Nizzetto 47’ | Marcatori | 82’ Zini |

| Arbitro: | Bellutti (Trento) |

|                                               |           |               |
| P. Rossi 3’ Centi 39’ Cortellini 60’ Arma 71’ | Marcatori | 63’ F. Virdis |

| Arbitro: | Meli (Parma) |

|  |           |                                                             |
|  | Marcatori | 24’, 61’ Girardi 81’ Corrent 90’ (rig.) Gomez 90+2’ Scapini |

| Arbitro: | Paparazzo (Catanzaro) |

|            |           |  |
| Morini 20’ | Marcatori |  |

| Arbitro: | Carbone (Napoli) |

|  |           |           |
|  | Marcatori | 46’ Cuffa |

| Arbitro: | Vallesi (Ascoli Piceno) |

|                         |           |  |
| Pettinari 8’ Filipi 44’ | Marcatori |  |

### Coppa Italia
| Arbitro: | Meli (Parma) |

|               |           |                                       |
| F. Virdis 21’ | Marcatori | 31’ Evacuo 53’ Cinelli 90+2’ Imbriani |

### Coppa Italia Lega Pro

#### Primo turno
| Arbitro: | Di Pilato (Bergamo) |

|  |           |                                                  |
|  | Marcatori | 45’ (rig.) Crocetti 49’ Fiumicelli 53’ Gambadori |

## Statistiche

### Statistiche di squadra
| Competizione             | Punti | Totale | Totale | Totale | Totale | Totale | Totale | DR  |
| Competizione             | Punti | G      | V      | N      | P      | Gf     | Gs     | DR  |
| ------------------------ | ----- | ------ | ------ | ------ | ------ | ------ | ------ | --- |
| Lega Pro Prima Divisione | 30    | 34     | 7      | 9      | 18     | 31     | 54     | -23 |

### Statistiche dei giocatori
| Giocatore      | Lega Pro Prima Divisione | Lega Pro Prima Divisione |
| Giocatore      | Presenze                 | Reti                     |
| -------------- | ------------------------ | ------------------------ |
| S. Agazzone    | 15                       | 1                        |
| T. Albanese    | 19                       | 1                        |
| F. Battaglia   | 16                       | 0                        |
| M. Bertoli     | 15                       | 1                        |
| A. Bosio       | 27                       | 3                        |
| G. Chiazzolino | 29                       | 1                        |
| M. Cilona      | 22                       | 0                        |
| A. Comi        | 7                        | 0                        |
| S. Dell'Acqua  | 9                        | 1                        |
| S. Enow        | 26                       | 1                        |
| R. Ioine       | 21                       | 0                        |
| L. Lanteri     | 17                       | 5                        |
| M. Lombardo    | 25                       | 1                        |
| C. Maggioni    | 11                       | 0                        |
| P. Maglio      | 3                        | 0                        |
| D. Mandelli    | 3                        | 0                        |
| L. Marietti    | 17                       | 1                        |
| M. Morandi     | 21                       | 0                        |
| L. Nizzetto    | 33                       | 8                        |
| L. Redaelli    | 11                       | 0                        |
| G. Rodrigues   | 18                       | 0                        |
| A. Romeo       | 8                        | 1                        |
| F. Roselli     | 18                       | 0                        |
| J. Rossini     | 17                       | 0                        |
| R. Simone      | 6                        | 0                        |
| T. Vanzati     | 1                        | 0                        |
| F. Vignati     | 14                       | 0                        |
| F. Virdis      | 32                       | 5                        |
| G. Zaninetti   | 10                       | 0                        |